# Torre Vitri
La Torre Vitri est un gratte-ciel situé dans la ville de Panama au Panama.

## Historique
La tour Vitri est un gratte-ciel résidentiel de 75 étages et de 281 mètres de haut, situé à l'extrémité de l'Avenida Paseo del Mar, dans le secteur de la Costa del Este.